# Рокотув
Рокотув (пол. Rokotów) — село в Польщі, у гміні Нова-Суха Сохачевського повіту Мазовецького воєводства.
Населення — 395 осіб (2011).
У 1975-1998 роках село належало до Скерневицького воєводства.

## Демографія
Демографічна структура станом на 31 березня 2011 року:
|          | Загалом | Допрацездатний вік | Працездатний вік | Постпрацездатний вік |
| -------- | ------- | ------------------ | ---------------- | -------------------- |
| Чоловіки | 187     | 37                 | 131              | 19                   |
| Жінки    | 208     | 42                 | 129              | 37                   |
| Разом    | 395     | 79                 | 260              | 56                   |